# Ferdinand de Saussure
Ferdinand de Saussure  (tiếng Pháp: [fɛʁdinɑ̃ də sosyʁ]; 26 tháng 11 năm 1857 – 22 tháng 2 năm 1913) là một nhà ngôn ngữ học và ký hiệu học người Thụy Sĩ sinh ra và lớn lên tại Genève. Những tư tưởng của ông đã đặt nền móng cho những thành tựu phát triển rực rỡ của ngôn ngữ học cũng như ký hiệu học thế kỷ 20. Ông được công nhận rộng rãi là một trong những cha đẻ của ngôn ngữ học hiện đại và một trong hai cha đẻ của ngành ký hiệu học (cùng với Charles Sanders Peirce), hay sémiologie theo cách gọi của Saussure.

## Tiểu sử
De Saussure sinh ra vào năm 1857. Thiếu thời, ông đã bộc lộ những bẩm chất tài năng và thông thái. Sau một năm học các thứ tiếng Latin, Hy Lạp, Phạn và một số các học phần khác tại Đại học Genève, ông bắt đầu công việc tại Đại học Leipzig từ năm 1876. Hai năm sau ông trải qua một năm học tập tại Berlin. Tại đây ông đã cho ra đời tác phẩm Mémoire sur le système primitif des voyelles dans les langues indo-européenes (Dẫn luận về hệ thống nguyên âm nguyên thủy trong ngôn ngữ Ấn-Âu). Ông quay lại Đại học Leipzig và nhận bằng tiến sĩ vào năm 1880. Không lâu sau đó ông định cư ở Paris. Tại đây ông làm giảng viên bộ môn ngôn ngữ cổ đại và hiện đại. Ông giảng dạy 11 năm tại Paris và trở về Genève vào năm 1891. Tại đây, ông giảng dạy tiếng Phạn và ngôn ngữ Ấn-Âu cho Đại học Genève. Mãi cho đến năm 1906, ông bắt đầu giảng dạy khóa trình Ngôn ngữ học Đại cương và đây chính bộ môn mà de Saussure dồn hết tâm huyết vào nó cho đến khi ông nhắm mắt vào năm 1913.

## Ảnh hưởng của de Saussure

### Giáo trình Ngôn ngữ học Đại cương
Tác phẩm để đời của de Saussure là Cours de linguistique génerale (Giáo trình Ngôn ngữ học Đại cương), xuất bản vào năm 1916 bởi hai cựu sinh viên của ông là Charles Bally và Albert Sechehaye. Ấn bản dựa trên các bài giảng của de Saussure tại Đại học Genève. Giáo trình đã trở thành hạt mầm cho các công trình ngôn ngữ học của thế kỷ 20.
Trong giáo trình, de Saussure đưa ra một số các cặp lưỡng phân để làm ranh giới phân định việc nghiên cứu ngôn ngữ. Trong các cặp đó có các cặp như: ngôn ngữ và lời nói; nội tại và ngoại vi. Sau đó ông đi đến giới hạn việc nghiên cứu, không quan tâm tới những vấn đề thuộc lời nói và các mặt ngoại vi của ngôn ngữ.

### Mặt tích cực
De Saussure đã tạo ra một bước ngoặt trong lĩnh vực nghiên cứu ngôn ngữ học. Ông đã phát hiện bản chất hệ thống của ngôn ngữ và sự quy định lẫn nhau của ngôn ngữ trong một hệ thống. Ông đã vạch ra một phương hướng tiếp cận mới cho việc nghiên cứu ngôn ngữ, làm nền tảng cho những nghiên cứu khoa học khác, ngay cả những lĩnh vực không thuộc ngôn ngữ học. Ông đã nâng vị trí nghiên cứu ngôn ngữ lên ngang tầm với những lĩnh vực nghiên cứu khoa học xã hội nhân văn đương thời.

### Mặt hạn chế
De Saussure đã tự "đóng khung" vào việc chỉ nghiên cứu nội tại ngôn ngữ học, làm cho mọi hướng nghiên cứu mở rộng của ngôn ngữ học đi vào ngõ cụt: "Chúng tôi cho rằng việc nghiên cứu các hiện tượng ngoại vi của ngôn ngữ có thể đạt được những thành quả tốt đẹp, nhưng không thể cho rằng không có nó thì không thể hiểu được cơ chế nội tại của ngôn ngữ.". Ông đã loại bỏ hẳn những cái thuộc phạm trù lời nói ra khỏi phạm vi nghiên cứu ngôn ngữ: "Gộp ngôn ngữ và lời nói vào một quan điểm duy nhất sẽ là không tưởng.". Việc tạo ra cặp lưỡng phân giữa ngôn ngữ và lời nói của de Saussure đã hình thành sự khái quát hóa trong ngôn ngữ, nhưng mặt khác nó lại làm cho việc nghiên cứu những đơn vị cao hơn của ngôn ngữ bị bế tắc. Câu và các đơn vị trên câu đều bị Saussure xếp vào lời nói và coi như nằm ngoài phạm vi nghiên cứu của ngôn ngữ.